# Acartophthalmus
Acartophthalmus Czerny, 1902, è un genere di insetti dell'ordine dei Ditteri (Brachycera: Cyclorrhapha: Acalyptratae). È l'unico genere esistente della famiglia Acartophthalmidae Czerny, 1928, e comprende solo quattro specie a distribuzione paleartica e neartica.
La famiglia degli Acartophthalmidae comprenderebbe, inoltre, il genere estinto Acartophthalmites, con una specie fossile del Cenozoico. Quest'ultimo inquadramento sistematico non è tuttavia pienamente accertato, in quanto il genere Acartophthalmites potrebbe essere associato ai Clusiidae.

## Descrizione
Gli adulti sono insetti di dimensioni molto piccole, con corpo scuro, lungo 1-2,5 mm.
Il capo, dicoptico in entrambi i sessi, presenta una chetotassi composta da tre paia di setole fronto-orbitali, gradualmente più lunghe da quelle anteriori a quelle posteriori, e da una serie, composta da un paio per ogni tipo, di setole verticali esterne, verticali interne, ocellari e postocellari. Caratteristica è la disposizione delle setole fronto-orbitali e di quelle postocellari: le prime sono inclinate verso l'esterno e all'indietro, le seconde sono lunghe, robuste e nettamente divergenti. La faccia è stretta, con punti di inserzione delle antenne molto ravvicinati, il clipeo è piccolo e le vibrisse assenti. Le antenne sono corte, con articoli brevi e tozzi e arista triarticolata, pubescente e relativamente breve. L'apparato boccale è piccolo, con palpi mascellari e labbro inferiore brevi.
La chetotassi del torace è caratterizzata dalla presenza, per ciascun lato, di una setola omerale, una notopleurale, una sopralare, una o due postalari, una scutellare. Le setole dorsocentrali sono assenti o in numero di 1-3 per ogni lato, mentre le acrosticali sono costituite da peli. L'episterno ventrale e l'episterno dorsale sono provvisti entrambi di una setola robusta e altre setole più brevi sono infine presenti sull'episterno dorsale.
Le ali sono relativamente larghe, con lobo anale ottuso e alula ben sviluppata. La nervatura alare presenta una concentrazione delle nervature trasverse alla base; la costa è estesa oltre l'apice, fino alla terminazione di M1+2, ma con un'interruzione subito dopo la vena omerale. La subcosta è breve e completa e nettamente distinta da R1. La radio si divide in tre rami, con R1 breve. Il settore radiale si origina all'altezza della vena omerale e si biforca quasi subito, formando due rami R2+3 e R4+5 lunghi, il primo confluente sul margine costale nel terzo distale e il secondo sull'apice dell'ala. La media è indivisa e parallela a R4+5. La cubito ha il primo ramo (CuA1) lungo, il secondo ramo (CuA2) molto breve e ricurvo, confluente sull'anale. Il ramo comune A1+CuA2 è nettamente più lungo della cellula cup ma non raggiunge il margine dell'ala.
La cellula discale è lunga e di forma triangolare, con medio-cubitale basale (bm-cu) molto breve e medio-cubitale discale più lunga. Radio-mediale confluente sulla media quasi a metà della cellula discale. Cellule basali relativamente brevi, con br nettamente più lunga di bm, quest'ultima poco evidente, cellula cup piccola e ad apice convesso e ottuso.

Schema della nervatura alare
hb: interruzione omerale della costa
Vene longitudinali: C: costa; Sc: subcosta; R: radio; M: media; Cu: cubito; A: anale
Vene trasversali: h: omerale; r-m: radio-mediale; bm-cu: medio-cubitale basale; dm-cu: medio-cubitale discale
Cellule: br: prima basale; bm: seconda basale; dm: discale; cup: cellula cup.

L'addome è cilindrico, composto da sei uriti apparenti. Quello dei maschi è privo del sesto tergite e ha gli uriti genitali simmetrici, quello delle femmine ha gli ultimi uriti telescopici, completamente retrattili a partire dal settimo e cerci lunghi e sottili.
La larva è nota solo nella specie Acartophthalmus bicolor. È apoda e bianca, conico-cilindrica, più stretta nell'estremità anteriore, rigonfia in quella posteriore. A maturità è lunga poco più di 3 mm.
Il pupario è affusolato, con estremità anteriore fortemente appiattita in senso dorso-ventrale.

## Habitat e biologia
Gli adulti si rinvengono in ambiente forestale su materiali organici di varia natura in decomposizione, spesso su corpi fruttiferi di funghi marcescenti, carogne, escrementi, perciò si ritiene che abbiano un regime alimentare saprofago. Le larve sono saprofaghe, presenti anch'esse in substrati organici dello stesso tipo.
Le conoscenze sull'etologia si devono fondamentalmente alle osservazioni di Ozerov (1987) su Acartophthalmus bicolor, con sviluppo postembrionale studiato in vitro. Sembra che i maschi stazionino sui substrati organici in attesa delle femmine e la competizione sessuale sia regolata dal controllo territoriale. Le interazioni si manifestano con rapidi movimenti avanti e indietro e battiti d'ali, quando due maschi si incontrano, e alla fine uno dei due si allontana in volo, in genere quello di dimensioni più piccole.

## Filogenesi
I lavori di Hennig e di McAlpine, fra gli anni sessanta e gli anni ottanta mettono in evidenza una stretta relazione tra Acartophthalmus e la famiglia dei Clusiidae sulla base di correlazioni morfologiche.
Secondo McAlpine, il clade Acartophthalmidae + Clusiidae, messo in relazione con gli altri Opomyzoidea, presenta come apomorfie la riduzione del sesto urosternite nel maschio, la presenza di una setola sull'episterno dorsale e la presenza di due spermateche sclerificate nella femmina (eccetto Acartophthalmidae). Caratteri autapomorfici di Acartophthalmus sono la pubescenza degli occhi, la divergenza fra le setole postocellari, lo sviluppo completo della subcosta, senza interruzioni, la perdita del settimo spiracolo tracheale e, infine, l'assenza di spermateche.
Non bene chiarita è la posizione del genere estinto Acartophthalmites, inserito da Hennig nella famiglia degli Acartophthalmidae. Secondo McAlpine, infatti, questo genere rappresenta un punto di collegamento fra Acartophthalmus e i Clusiidae, sulla base delle affinità riscontrate il fossile e alcuni generi dei Clusiidae.
Orientamenti più recenti ipotizzano invece una relazione filogenetica fra Acartophthalmus e i Chloropidae (Diptera: Carnoidea). Per quanto non sia ancora chiarita la posizione nell'albero cladistico, la collocazione tassonomica fra gli Opomyzoidea, sostenuta da McAlpine, sarebbe infondata e il genere andrebbe perciò classificato fra i Carnoidea.

## Tassonomia
In passato il genere Acartophthalmus, descritto da Czerny nel 1902, fu classificato nel 1928 dallo stesso autore all'interno della famiglia Clusiidae, inserendolo nella sottofamiglia Acartophthalminae. Questa classificazione è rimasta invariata nei decenni successivi, fino agli anni sessanta.
Hennig (1958) separa il genere Acartophthalmus dai Clusiidae, elevandolo al rango di famiglia e aggiungendovi successivamente il genere estinto Acartophthalmites, da lui descritto nel 1965. Nello schema tassonomico di Hennig, la famiglia Acartophthalmidae è compresa, insieme ai Clusiidae, all'interno della superfamiglia Anthomyzoidea (=Opomyzoidea) e nel gruppo Anthomyzidea.
Nell'ambito degli Opomyzoidea, superfamiglia che aggrega gli Anthomyzoidea e gli Agromyzoidea sensu Hennig, McAlpine (1989) riunisce i Clusiidae e gli Acartophthalmidae in un gruppo specifico distinto, i Clusioinea, sottolineando perciò la più stretta correlazione tra queste due famiglie e il resto degli Opomyzoidea.
Fra i più recenti orientamenti va citata la tendenza ad includere gli Acartophthalmidae nella superfamiglia Carnoidea, alla luce della presunta relazione filogenetica con i Chloropidae. La questione non è tuttavia ancora risolta, per quanto alcune fonti inseriscano la famiglia fra i Carnoidea.
Facendo riferimento alle sole specie esistenti, gli Acartophthalmidae sono una famiglia che si identifica nel solo genere Acartophthalmus, a sua volta comprendente solo quattro specie:
- Acartophthalmus bicolor Oldenberg, 1910
- Acartophthalmus latrinalis Ozerov, 1986
- Acartophthalmus nigrinus (Zetterstedt, 1848)
- Acartophthalmus pusio Frey, 1947

Come si è detto, la famiglia comprende anche il genere estinto Acartophthalmites Hennig, 1965, con la specie Acartophthalmus tertiaria Hennig, 1965, rinvenuta nell'ambra baltica (Eocene-Oligocene). Questo è anche l'unico fossile conosciuto attribuito a questa famiglia. La collocazione di Acartophthalmites nell'ambito degli Acartophthalmidae, anche se formalmente supportata, richiede comunque un maggiore approfondimento e il genere sarebbe in realtà da considerarsi come incertae sedis.

## Distribuzione
Gli Acartophthalmidae sono ditteri oloartici: tutte le specie sono rappresentate nell'ecozona paleartica; A. bicolor e A. nigrinus sono presenti anche nell'ecozona neartica. A. latrinalis è presente nell'estremo oriente russo (bacino dell'Amur). In Europa sono invece rappresentate tutte le altre specie.
In Italia, l'unica specie segnalata è A. nigrinus, presente solo al nord.